# Обер-бургомистр
Обер-бургомистр (нем. Oberbürgermeister):
- в Германии — правительственный чиновник, осуществлявший государственные функции на территории города земельного подчинения, являющийся единоличным исполнительным органом местного самоуправления на территории города земельного подчинения, а в землях Гессен и Бремен являющийся также и председателем магистрата, избирается народом, ранее назначался правительствами земель по предложению магистратов, ещё более ранее главами государств союза по предложению магистратов.
- в Копенгагене — председатель магистрата. Избирается городским представительством.
- в Хельсинки — титул, присваивающийся президентом управляющему городом.
- Неофициальное название главы т. н. «Локотской республики» (1941—1943).

Лорд-мэр (англ. Lord mayor):
- Почётный титул глав некоторых городов в Великобритании. В Англии таких городов 23: Бирмингем, Брадфорд, Бристоль, Кентербери, Честер, Ковентри, Эксетер, Кингстон-апон-Халл, Лидс, Лестер, Ливерпуль, Манчестер, Ньюкасл-апон-Тайн, Норидж, Ноттингем, Оксфорд, Плимут, Портсмут, Шеффилд, Сток-он-Трент, Йорк, а также Лондонский Сити (Лорд-мэр Лондона) и Вестминстер[2]. В Уэльсе таких городов два (Кардифф[3] и Суонси)[4], в Северной Ирландии таких городов тоже два (Белфаст[5] и Арма[6]). В Шотландии лорд-мэру соответствует лорд-провост.
- Почётный титул глав некоторых городов в Австралии[7]
- Почётный титул единственного города Канады — Ниагара-он-те-Лейк[8]